# Pusti Javor
Pusti Javor – wieś w Słowenii, w gminie Ivančna Gorica. W 2018 roku liczyła 26 mieszkańców.